# A Quiet Place (ópera)
A Quiet Place é uma ópera em três atos com música de Leonard Bernstein e com libretto de Stephen Wadsworth. O trabalho é a sequência da ópera em um ato Trouble in Tahiti. 
A primeira performance aconteceu no dia 17 de junho de 1983 na Grande Ópera de Houston. Após críticas à primeira performance, Wadsworth e Bernstein revisaram a obra. Algumas cenas foram cortadas e Thouble in Tahiti foi incorporada a ópera  como um flashback. A versão revisada foi apresentada no Teatro alla Scala, em Milão, e na Ópera de Washington em 1984. O trabalho foi apresentado em sequência na Ópera Estatal de Viena sob a batutado próprio compositor em Abril de 1986, com Jean Kraft como Dinah. Essas performances foram gravadas pela Deutsche Grammophon. A estreia em Inglaterra aconteceu em 1988 no Corn Exchange Theatre, em Cambridge. Em outubro de 2010 a Ópera da Cidade de Nova Iorque irá apresentar a estreia nova-iorquina da obra, com uma produção de Christopher Alden.

## Papéis
- Sam
- Junior, filho de Sam
- Dede, filha de Sam
- François, namorada de Junior
- Sam, como jovem
- Dinah, esposa de Sam